# Dębnica (województwo dolnośląskie)
Dębnica – wieś w Polsce położona w województwie dolnośląskim, w powiecie trzebnickim, w gminie Prusice.

## Podział administracyjny
W latach 1975–1998 miejscowość administracyjnie należała do województwa wrocławskiego.

## Nazwa
W kronice łacińskiej Liber fundationis episcopatus Vratislaviensis (pol. Księga uposażeń biskupstwa wrocławskiego) spisanej za czasów biskupa Henryka z Wierzbna w latach 1295–1305 miejscowość wymieniona jest w zlatynizowanej formie Thomcze.

## Historia
W pobliżu wsi odkryto prehistoryczną osadę z epoki brązu. Prace archeologiczne prowadził Tadeusz Kaletyna. Na szczególną uwagę zasługuje odkrycie pracowni metalurgicznej (znaleziono tu formy odlewnicze do odlewania grocików i tarczek brązowych).